# منتخب بلغاريا لدوري الرغبي
منتخب بلغاريا لدوري الرغبي هو ممثل بلغاريا الرسمي في المنافسات الدولية في دوري الرغبي .